# Mikael Yourassowsky
Mikael-David Youri Yourassowsky (Ixelles, 26 de febrero de 1983) es un exfutbolista belga. Se desempeñaba como lateral izquierdo.

## Trayectoria
Yourassowsky comenzó su carrera en las categorías juveniles del Anderlecht. En 2001 estuvo cuatro meses a prueba con el equipo español FC Barcelona. Regresó a Anderlecht y en 2003 pasó al K.R.C. Genk. Después de destacarse en Bélgica en las categorías juveniles, Yourassowsky se sumó a la cantera equipo argentino Boca Juniors. Fue ascendido al primer equipo por Carlos Bianchi e hizo su debut en la primera división en junio de 2004 jugando de titular en el empate 0-0 contra Colón de Santa Fe. Como resultado de lesiones y un cambio de gestión, al disminuir sus oportunidades se alejó de Boca.
En agosto de 2005 cambió Sudamérica por Europa al ser contratado por el Pontevedra de la Segunda División B de España. La temporada siguiente, Yourassowsky se mudó a Grecia. Allí jugaría durante los siguientes tres años como parte de los clubes AO Kerkyra, Ethnikos Asteras y Skoda Xanthi, alternando entre la primera y la segunda categoría del fútbol profesional local.
El belga disputó el Torneo Apertura 2009 de la Liga Premier de Ascenso de México como refuerzo del Atlético Mexiquense, haciendo 11 apariciones con el equipo. Sin embargo en enero de 2010 se incorporó al NK Rijeka, que a la sazón militaba en la 1. HNL de Croacia.
Yourassowsky jugó la temporada 2011 de la Major League Soccer de Norteamérica con el equipo Toronto FC. En esa ocasión su equipo ganó el Campeonato Canadiense de Fútbol 2011. Sin embargo en enero de 2012 fue desvinculado de la institución.
En enero de 2015 firmó un contrato hasta el final de la temporada con Dender EH.

## Clubes
| Club                | País      | Año         |
| ------------------- | --------- | ----------- |
| Boca Juniors        | Argentina | 2004 - 2005 |
| Pontevedra          | España    | 2005 - 2006 |
| Kerkyra             | Grecia    | 2006 - 2007 |
| Ethnikos Asteras    | Grecia    | 2007        |
| Xanthi              | Grecia    | 2007 - 2009 |
| Atlético Mexiquense | México    | 2009        |
| Rijeka              | Croacia   | 2010        |
| Toronto FC          | Canadá    | 2011        |
| Dender              | Bélgica   | 2015        |